# Устьянська сільська рада (Бурлинський район)
Устья́нська сільська рада (рос. Устьянский сельский совет) — сільське поселення у складі Бурлинського району Алтайського краю Росії.
Адміністративний центр — село Устьянка.

## Населення
Населення — 1008 осіб (2019; 1128 в 2010, 1489 у 2002).

## Склад
До складу сільської ради входять:
| Населений пункт      | Населення, осіб (2002) | Населення, осіб (2010) |
| -------------------- | ---------------------- | ---------------------- |
| Вовчий Ракіт, селище | 120                    | 60                     |
| Кирилловка, село     | 40                     | 16                     |
| Устьянка, село       | 1329                   | 1052                   |